# 瓦爾比

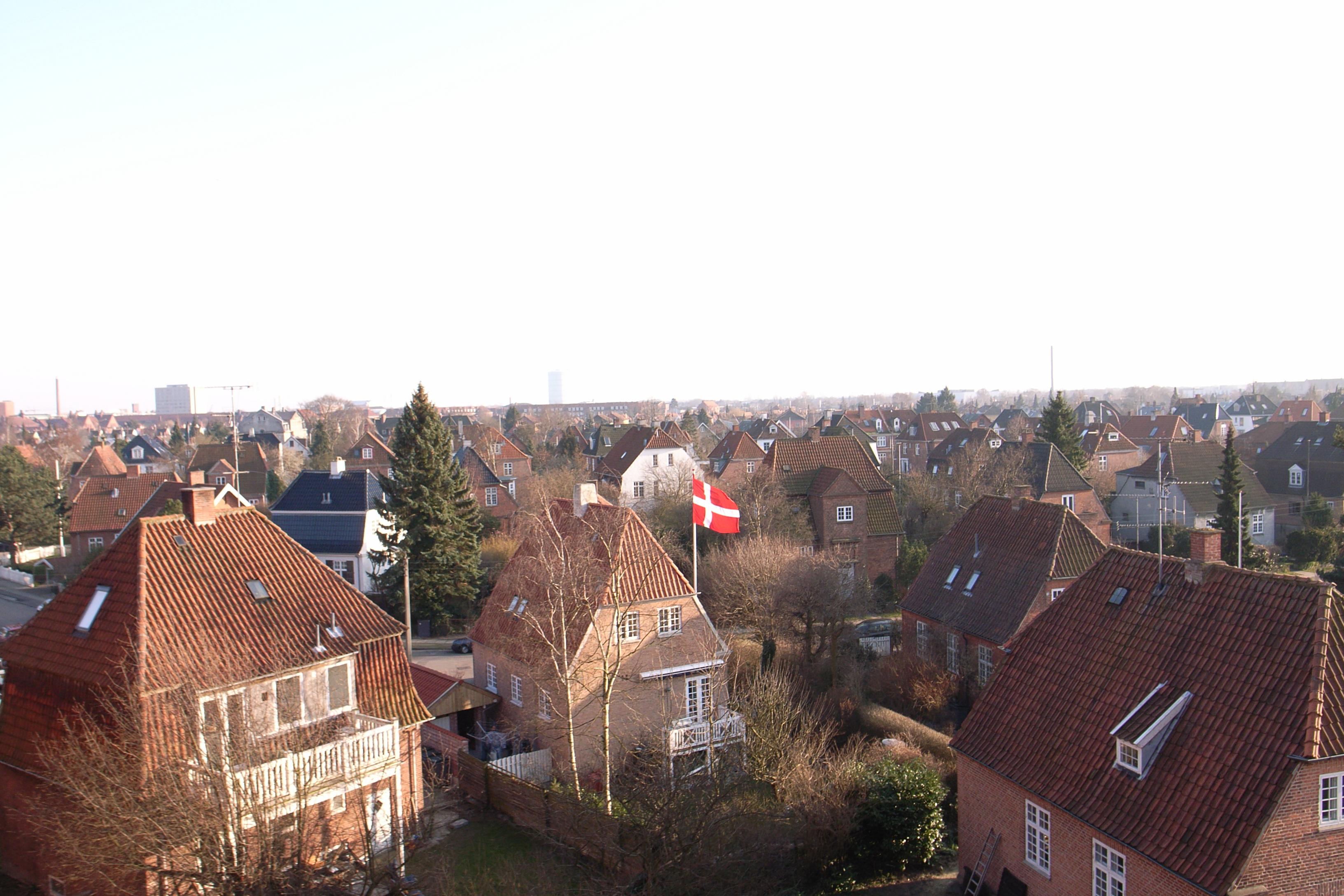
Valby rooftops

瓦爾比 （Valby）是丹麥首都哥本哈根的一個地區，也是哥本哈根的10個官方分區之一。瓦爾比位於哥本哈根自治市的西南部。瓦爾比混合了多種建築，加上過去的工業區開始再開發，現在瓦爾比是哥本哈根人口增長最快的地區之一。

## 外部連結
- Valby Online （页面存档备份，存于） （丹麦文）

55°39′39″N 12°30′13″E / 55.66083°N 12.50361°E